# Duitse keuken

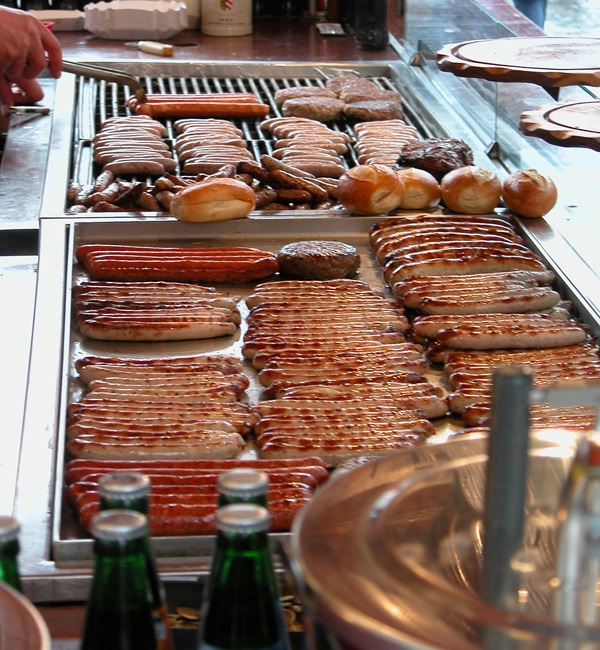
Braadworst, een van de populairste etenswaren van Duitsland

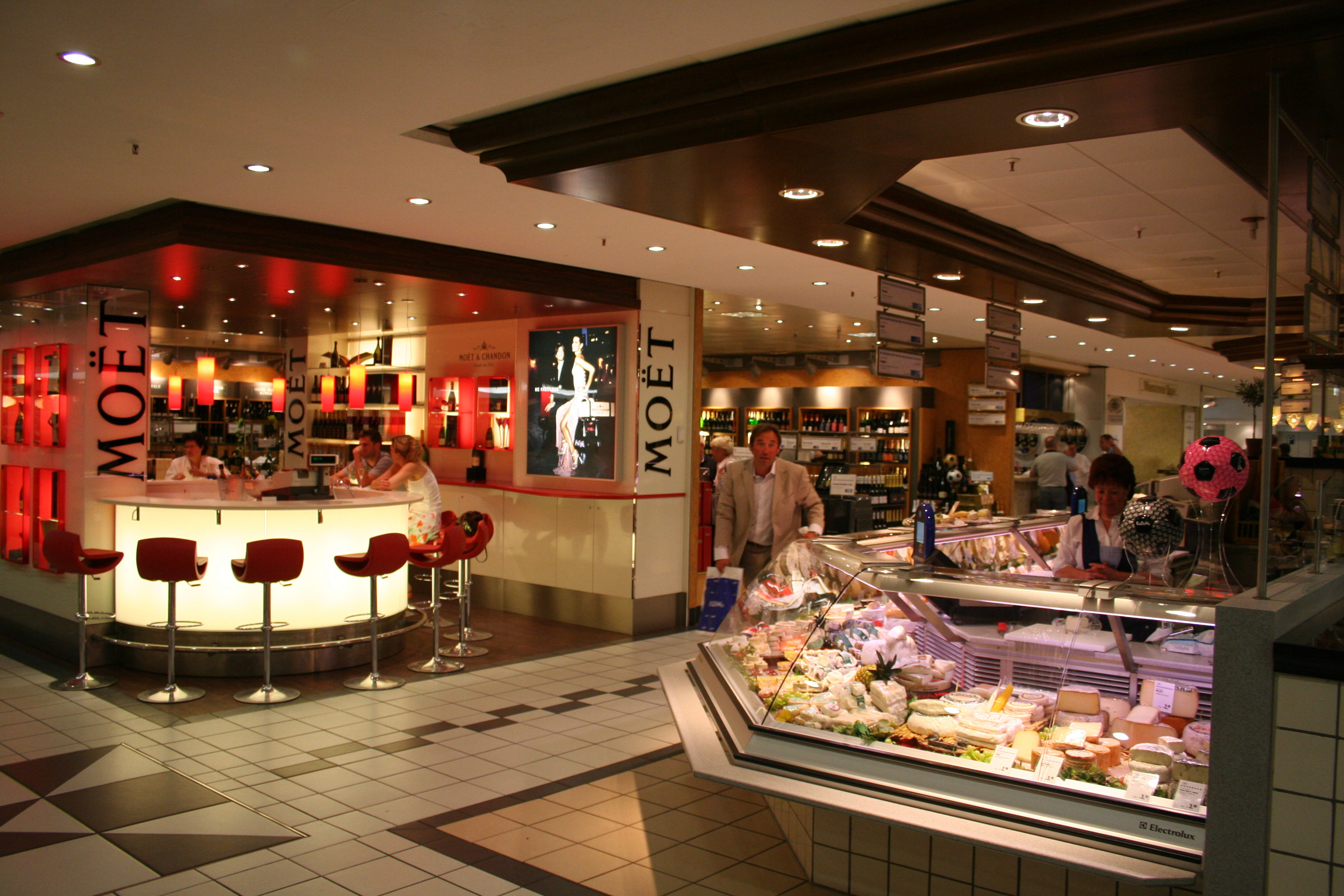
Kaufhaus des Westens in Berlijn, een van de grootste delicatessenmarkten in Europa

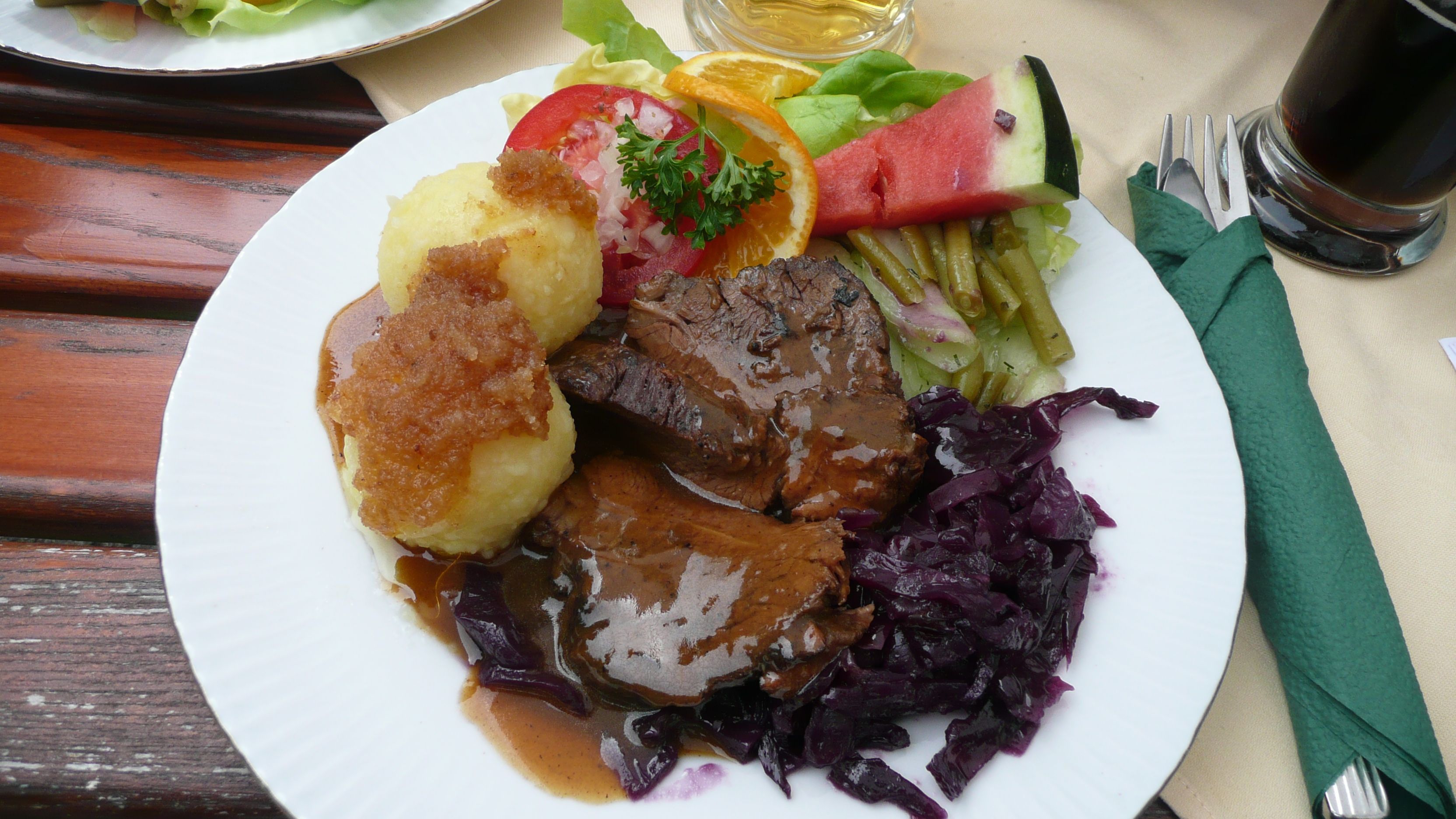
Duitse sauerbraten met knoedels

De nationale keuken van Duitsland heeft zich ontwikkeld gedurende eeuwen van sociale en politieke verandering, waarbij regionale verschillen voortbestaan. Sommige streken van Duitsland, zoals Beieren en het aangrenzende Zwaben kennen gerechten die tevens voorkomen in de Oostenrijkse en Zwitserse keuken. De Michelingids van 2015 kende 11 Duitse restaurants 3 sterren toe, de hoogste score. Daarenboven ontvingen 38 restaurants 2 sterren en 233 restaurants 1 ster. Duitse restaurants zijn hiermee na de Franse restaurants de meest bekroonde.

## Vlees
De gemiddelde jaarlijkse vleesconsumptie in Duitsland bedroeg 60,2 kilogram per persoon in 2018. De meest gegeten vleessoorten zijn varkensvlees (35,7 kilogram), kippenvlees (13,2 kilogram gevogelte) en kalfs- en rundvlees (9,7 kilogram). Andere vleessoorten zijn weliswaar alom verkrijgbaar, maar deze spelen geen prominente rol. Vlees in Duitsland wordt meestentijds gesmoord. Gebakken vlees komt ook voor, maar deze recepten stammen uit Frankrijk en Oostenrijk. Verscheidene kookmethoden die in zwang zijn om taai vlees malser te maken zijn uitgegroeid tot landelijke specialiteit, waaronder sauerbraten (zuurgebraad). Dit wordt bereid door rund-, paard- of kalfsvlees meerdere dagen te marineren in azijn of een wijn-azijnmengsel.
Er bestaat in Duitsland, maar ook in het aangrenzende Polen, een lange traditie van worst maken; er zijn meer dan 1500 worstsoorten. De meeste worsten worden voorzien van een natuurlijk omhulsel van varkens-, schapen- of lamsingewanden. De populairste worsten zijn de uit varkensgehakt en kruiden bereide braadworst, de gerookte en in een waterbad gekookte Wiener (Weense) van varkens- of rundvlees, alsook de uit ganzen- of varkensbloed bereide Blutwurst (bloedworst) of Schwarzwurst (zwarte worst). Het scala aan Duitse worsten kent ook vele streekgebonden specialiteiten, zoals de in Beieren populaire Münchner Weißwurst (Münchense witte worst) of de currywurst die geliefd is in de stedelijke gebieden van Berlijn, Hamburg en het Ruhrgebied. Sedert de 13e eeuw is in Duitsland strikte regulering van kracht die vaststelt welke ingrediënten mogen worden toegevoegd aan worsten. In de marktverordening van Landshut uit 1236 werd bepaald dat alleen vlees van topkwaliteit in worsten mocht worden verwerkt.

## Vis

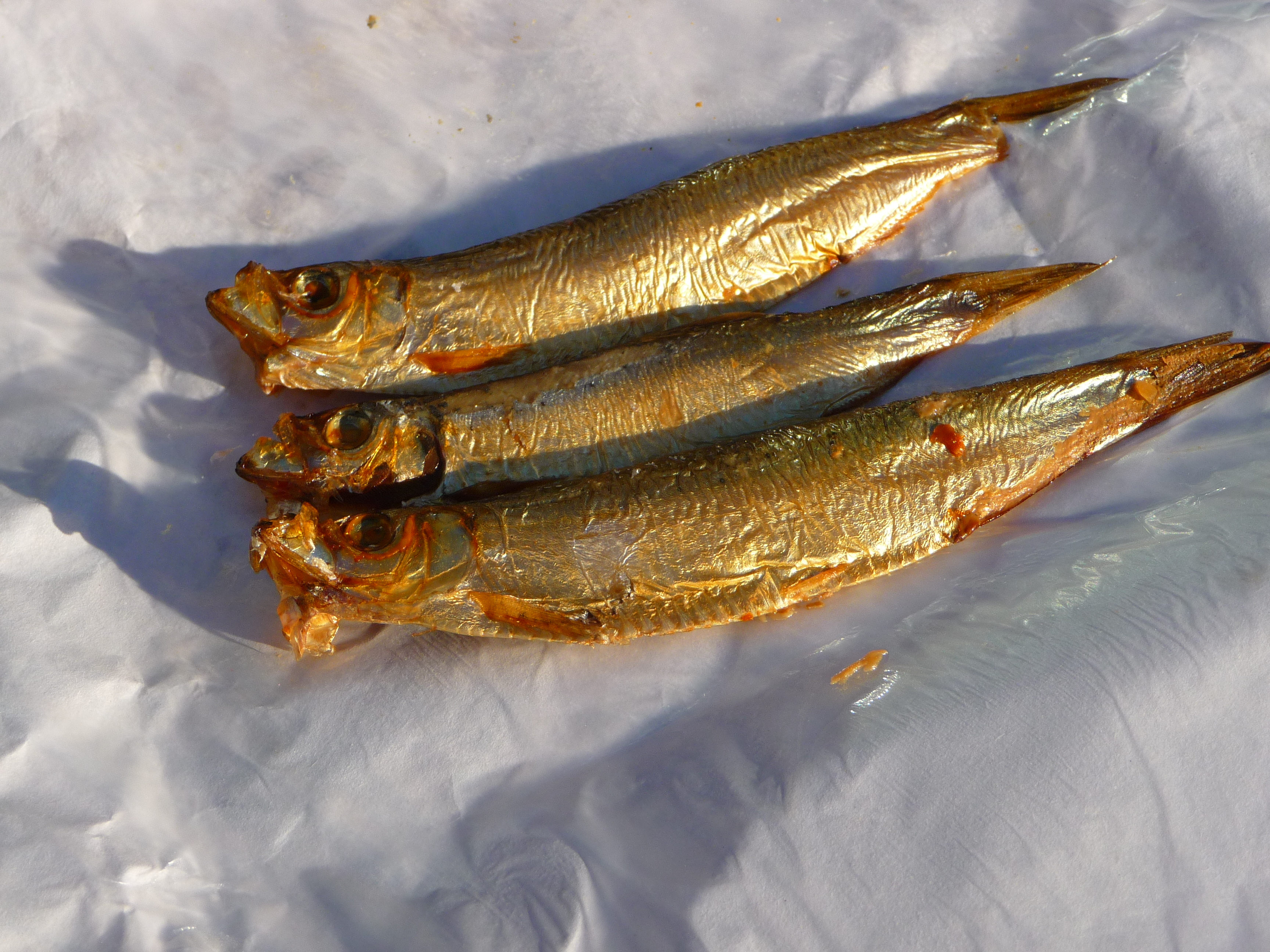
Gerookte sprot

Van de zoutwatervissen is Alaskakoolvis het wijdst verbreid in de Duitse keuken. Veelvoorkomende zoetwatervissen zijn forel, snoek, karper en baars. Het nuttigen van zeevruchten was van oudsher beperkt tot de noordelijke kustgebieden, behalve bij zure haring die veelal wordt geserveerd in een visbroodje (Fischbrötchen), als rolmops of als panharing.
Er wordt veel zeevis gegeten doorheen het gehele land, zoals verse haring, tonijn, makreel, zalm en sardines. Voorafgaand aan de Industriële Revolutie en de daarop volgende riviervervuiling was zalm een algemene vissoort in de Rijn, Elbe en Oder. De zalmstand is herstellende nadat er door groeiend milieubewustzijn maatregelen werden getroffen, zoals moderne waterzuiveringsinstallaties en verminderde depositie vanuit de landbouwsector.
Vissticks (Fischstäbchen) zijn een populair bewerkt visgerecht dat bereid wordt uit witvis, zoals kabeljauw en schelvis, voorzien van paneermeel of beslag.

## Groente

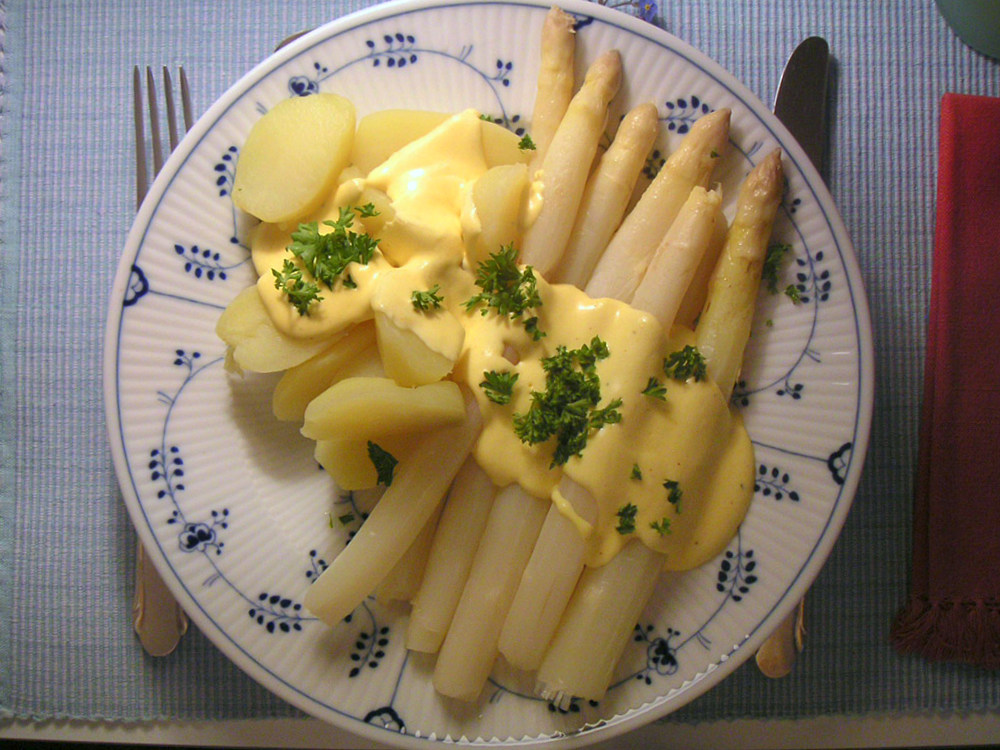
Asperges geserveerd met hollandaisesaus en aardappels

Groenten worden in de Duitse keuken veeltijds gebruikt in stoofpotten of groentesoep, maar kunnen ook worden opgediend als bijgerecht. Wortels, bloemkool, knolraap, spinazie, erwten, broccoli en vele koolsoorten zijn algemeen in Duitsland. Gebakken ui is een populaire garnering bij vleesgerechten doorheen het land.
Asperges zijn een geliefd seizoensgebonden bij- of hoofdgerecht, met een jaarlijkse gemiddelde consumptie van 1,5 kilogram per persoon. De witte variant wordt in Duitsland aanzienlijk meer gegeten dan groene asperges. Tijdens het seizoen hebben sommige restaurants een menu dat geheel bestaat uit aspergegerechten. Het aspergeseizoen (Spargelzeit of Spargelsaison) begint traditioneel half april en eindigt op Sint-Jan (24 juni).

## Maaltijdstructuur

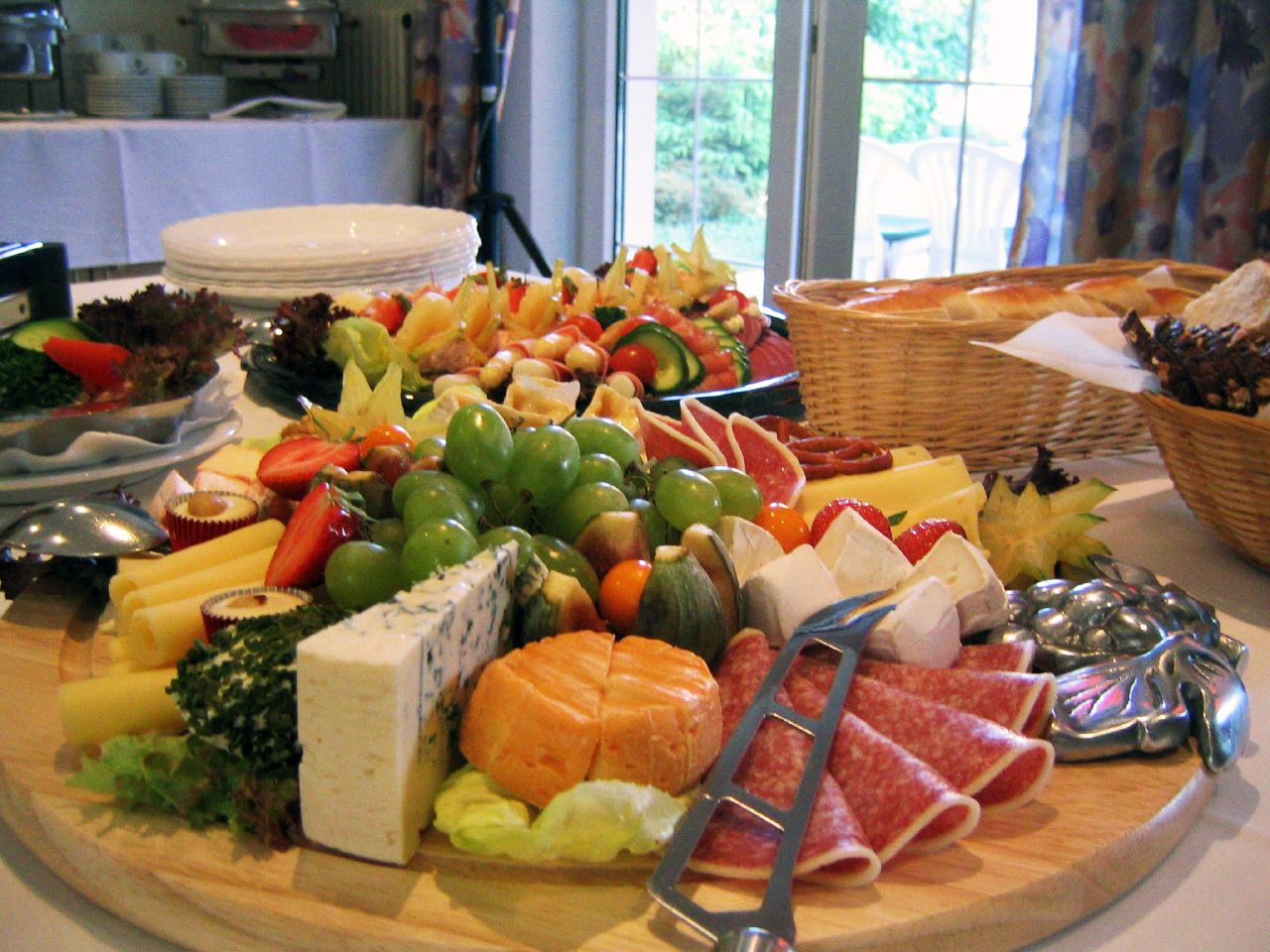
Ontbijtbuffet in een Duits hotel

Het ontbijt (Frühstück) bestaat doorgaans uit (geroosterd) brood of broodjes met boter of margarine, vleeswaren, kaas, jam (Konfitüre of Marmelade), honing en (meestal gekookte) eieren.
Veelvoorkomende dranken zijn koffie, thee, melk, chocolademelk (warm of koud) of vruchtensap. Het is in Duitsland gebruikelijk om hartig broodbeleg te nuttigen, waaronder vleeswaar zoals ham, salami, leverworst, theeworst of metworst, maar ook kaas zoals Gouda, Frischkäse (roomkaas), brie, Harzer Roller, Bergkäse enzovoorts. De meeste bakkerijen verkopen belegde broodjes, vooral ´s ochtends voor klanten die onderweg zijn.
Oorspronkelijk was de middagmaaltijd het belangrijkste maal van de dag, dat werd gegeten rond het middaguur. De avondmaaltijd was een kleiner maal dat veelal bestond uit diverse soorten brood, vlees of worst, kaas en enkele groenten. Kleinere maaltijden die gebruikt werden gedurende de dag kenden namen zoals Vesper (in Zuid-Duitsland), Brotzeit (broodtijd, ook in het zuiden), Kaffee und Kuchen (koffie en koek) of Kaffeetrinken. Deze Duitse gewoonte was vergelijkbaar met de Engelse afternoon tea. Deze tussenmaaltijd vond plaats tussen lunch en diner, vaak op zondag met de gehele familie.
Evenals in de rest van Europa zijn de maaltijdgewoonten in Duitsland sinds de tweede helft van de 19e eeuw veranderd. Duitsers gebruiken halverwege de dag een kleine maaltijd op het werk, waarna men 's avonds thuis een warm diner nuttigt met de familie. Niettemin is de traditionele maaltijdindeling bij sommige Duitsers nog in zwang, niet alleen in plattelandsgebieden. Het ontbijt is nog steeds gangbaar en kan in de weekeinden uitgebreid zijn, waarbij vrienden te gast worden uitgenodigd. Hetzelfde geldt voor de tussenmaaltijden met koffie en koek. Sinds de jaren 1990 is de zondagse brunch gebruikelijk geworden, voornamelijk in stadscafés.

## Bijgerechten

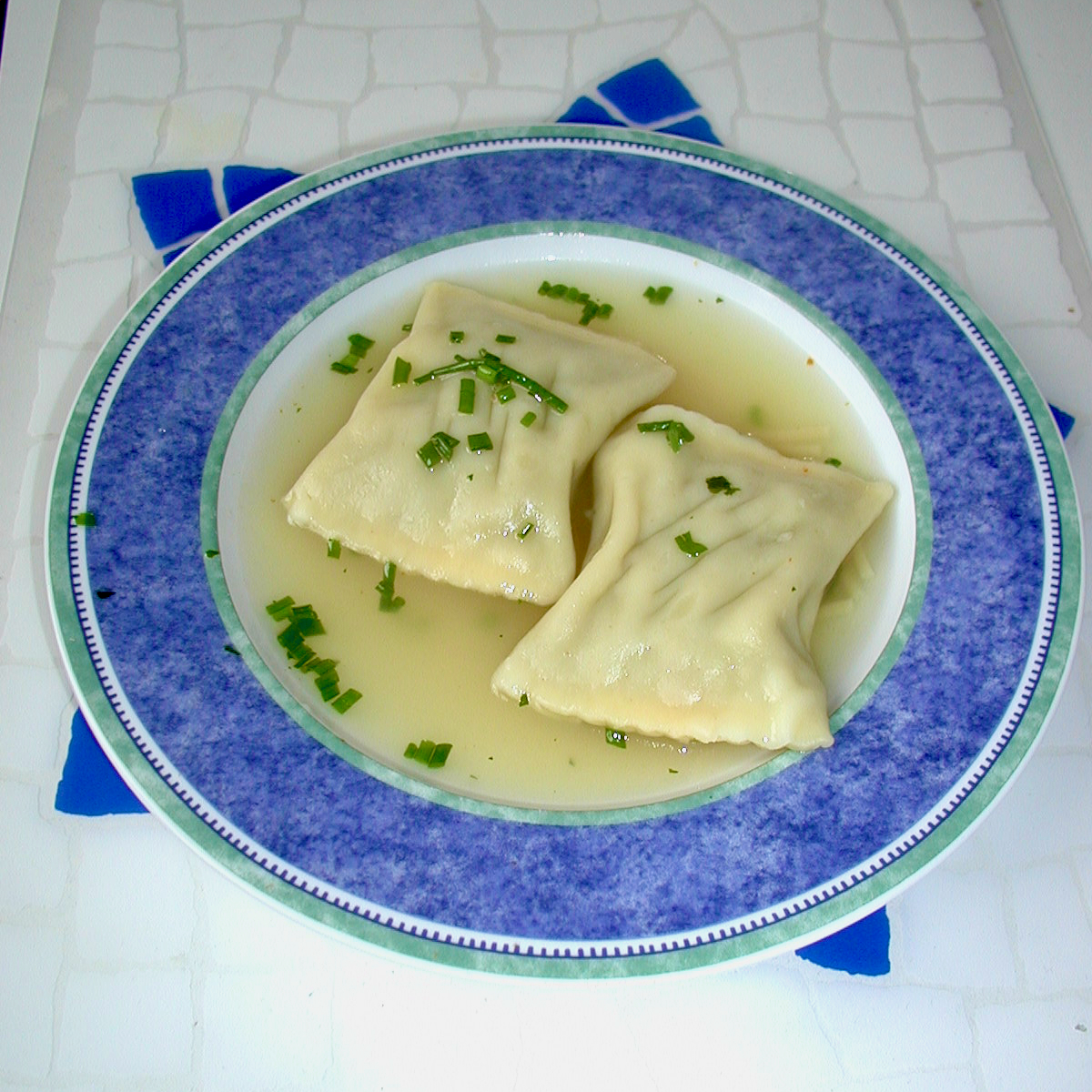
Maultasche

Noedels, vervaardigd van tarwebloem en ei, zijn doorgaans dikker dan de Italiaanse pasta. In Zuidwest-Duitsland zijn de meestvoorkomende noedelvarianten de Spätzle, gemaakt van een hoog aantal eieren, en Maultasche, traditioneel gevulde noedels vergelijkbaar met ravioli. Naast noedels zijn aardappels een wijdverbreid bijgerecht in Duitsland. Aardappels werden vanaf de late 17e eeuw onderdeel van de Duitse keuken en waren in de 19e eeuw alomtegenwoordig. Meestal worden aardappels gekookt (in zout water, Salzkartoffeln), maar ook het pureren (Kartoffelpüree of Kartoffelbrei) en bakken van aardappels (Bratkartoffeln) komt voor. Friet (Pommes frites of Pommes) zijn eveneens populair in Duitsland, vaak geserveerd met ketchup of mayonaise. Friet met zowel ketchup als mayonaise wordt Pommes rot/weiß (Friet rood/wit) genoemd.
Een ander bijgerecht in de Duitse keuken zijn knoedels en de Zuid-Duitse Schupfnudel, die gelijkenis vertonen met de Italiaanse gnocchi.
Vegetarische gerechten en salades, ook moderne varianten, worden almaar populairder in Duitsland.

## Nagerechten

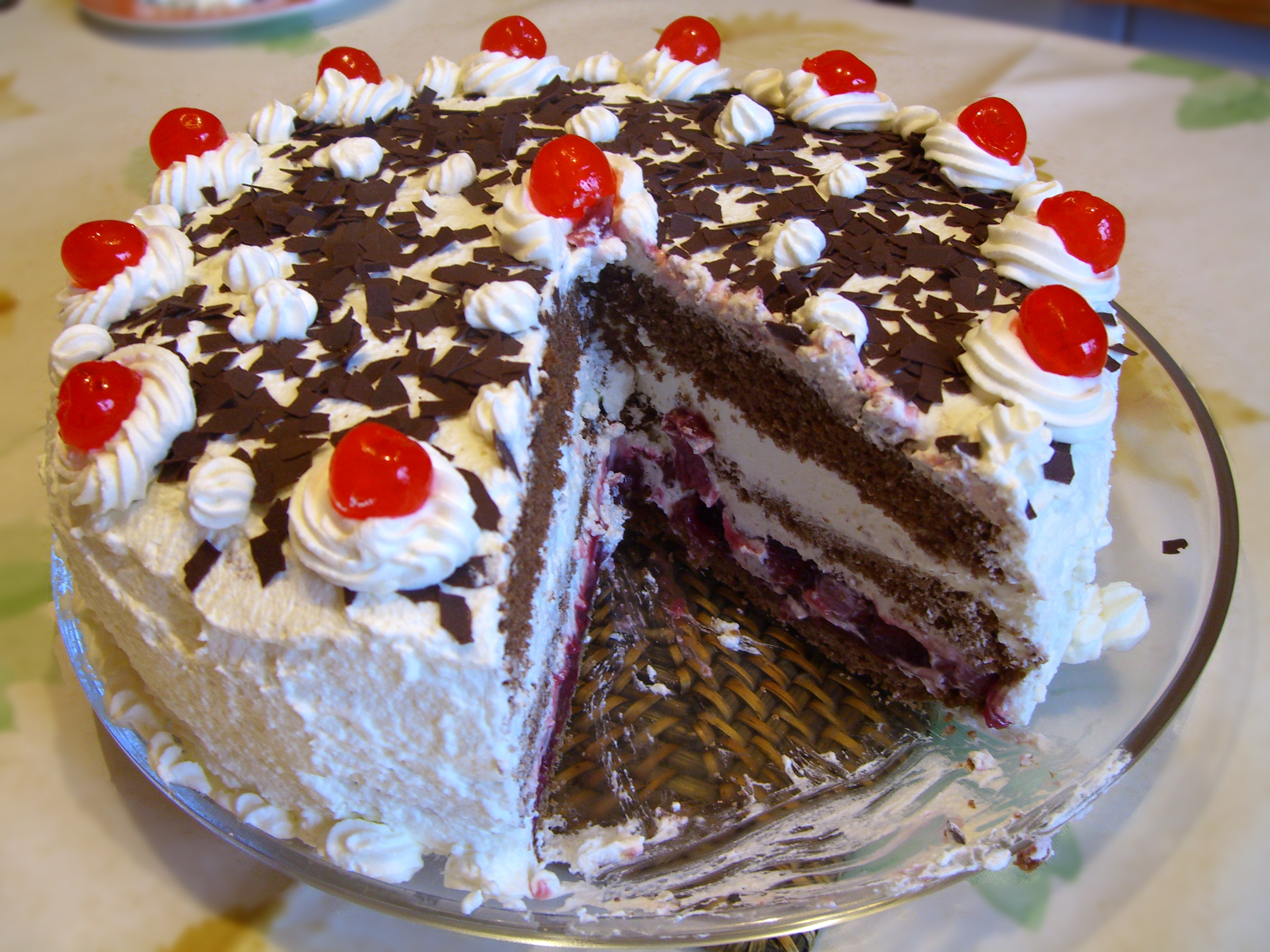
Schwarzwalder Kirsch

In Duitsland wordt een brede verscheidenheid aan taart en gebak geserveerd, veelal met vers fruit zoals appels, pruimen, aardbeien en kersen. Ook kaastaart is populair, vaak gemaakt van kwark. Schwarzwalder Kirsch is waarschijnlijk het bekendste voorbeeld van een Duitse taart gevuld met room.
Duitse donuts (zonder gat erin) zijn doorgaans bollen van gistdeeg met jam of andere vullingen. Deze lekkernijen staan afhankelijk van regio bekend onder de namen berlinerbol, Pfannkuchen (in Berlijn en oostelijk Duitsland), Kreppel of Krapfen.

## Dranken

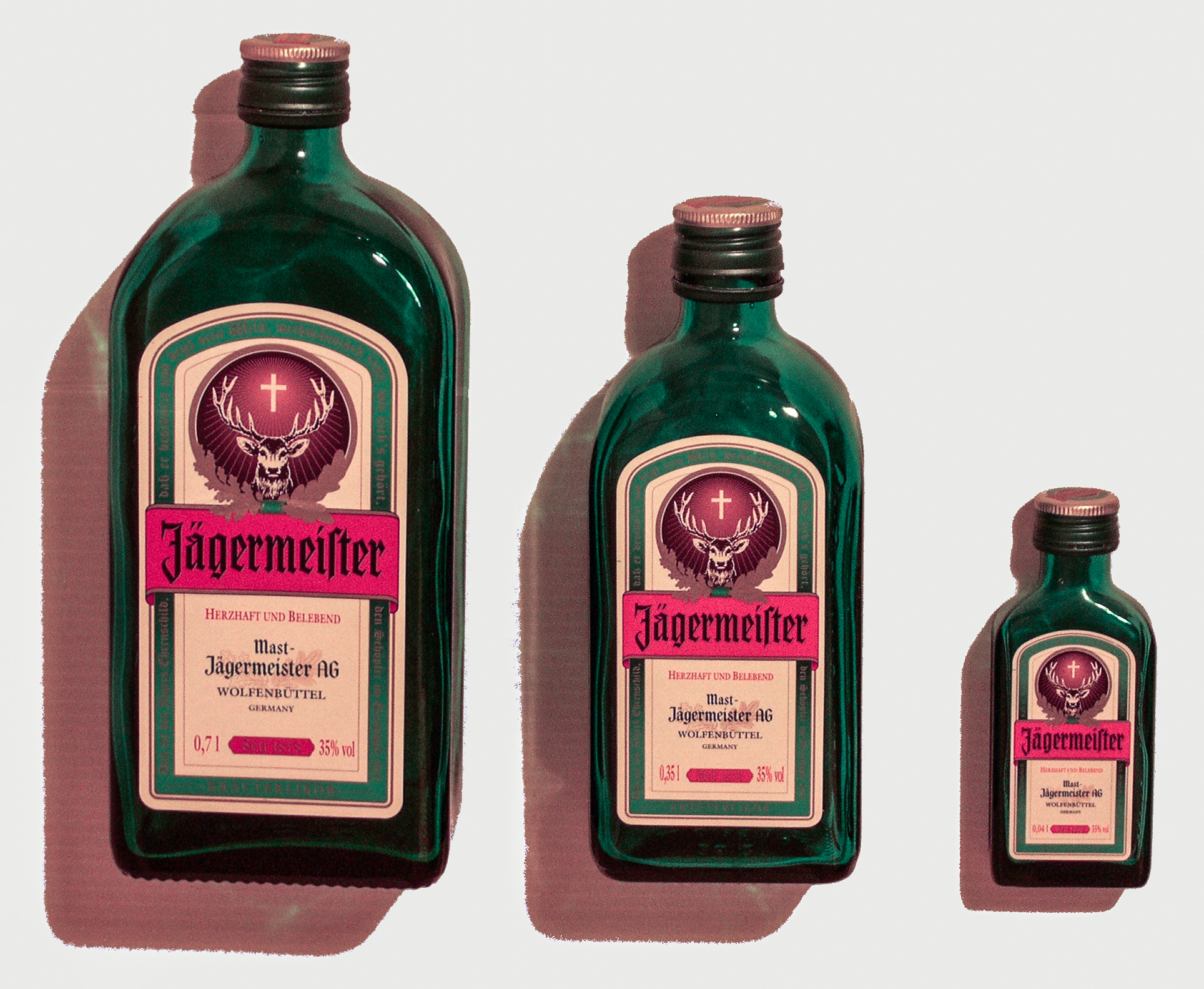
Jägermeister, een Duitse likeur

Bier is een zeer frequent gedronken drank in alle delen van Duitsland, met vele lokale en regionale brouwerijen die een breed scala aan biervarianten produceren. Ook wijn is populair in Duitsland. Riesling en Sylvaner zijn bekende Duitse witte wijnen, terwijl Spätburgunder en Dornfelder belangrijke rode wijnsoorten zijn.
Van de non-alcoholische dranken worden onder andere koffie, thee en mineraalwater veel geconsumeerd in Duitsland.